# ISO/IEC 8859
Conjunto de caracteres ISO (International Organization for Standardization), que é extensão ao código ASCII. Inclui caracteres acentuados.
Foram normalizados os conjuntos de caracteres de 8 bits, agrupando as variantes de idiomas relacionados geograficamente.